# Сальватерра-де-Міньо
Сальватерра-де-Міньо (гал. Salvaterra de Miño, ісп. Salvatierra de Miño) — муніципалітет в Іспанії, у складі автономної спільноти Галісія, у провінції Понтеведра. Населення — 9293 осіб (2009).

## Географія
Муніципалітет розташований на португальсько-іспанському кордоні.
Муніципалітет розташований на відстані близько 440 км на північний захід від Мадрида, 40 км на південь від Понтеведри.

## Демографія
Динаміка населення (INE ):

## Галерея зображень

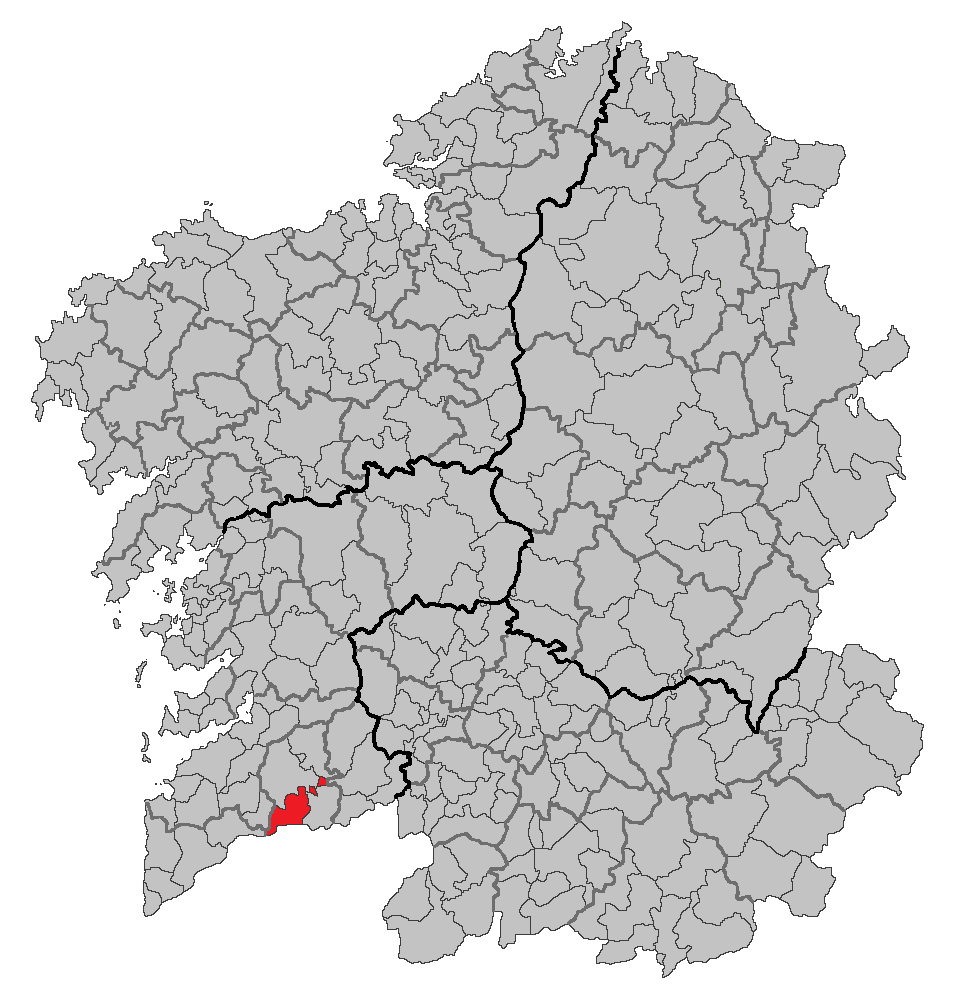
Розташування муніципалітету